# The Love of John Ruskin
The Love of John Ruskin és una pel·lícula muda de la Vitagraph i dirigida per Van Dyke Brooke i protagonitzada per Earle Williams i Helen Gardner. La pel·lícula, d’una bobina, es va estrenar el 20 de febrer de 1912. Es considera una pel·lícula perduda.

## Argument
John Ruskin coneix Effi quan dona un préstec al seu pare i se n’enamora. Ella accepta casar-se amb ell més per gratitud que per amor. Més tard es presentada al pintor John Everett Millais i els dos s’enamoren. Ruskin se n’adona i tot i que estima molt la seva dona no ho sap demostrar. Amb el cor destrossat decideix no negar la felicitat a la seva dona i es separa. No només conseneix el matrimoni amb Millais sinó que actuar com a padrí de noces, felicitant-los i dient-los un afectuós adéu. Al final es retira a casa seva sol i trist.

## Repartiment
- Earle Williams (John Ruskin)
- Helen Gardner (Mrs. John Ruskin (Effie Gray))
- Leo Delaney (John Everett Millais)
- Julia Swayne Gordon
- Harry T. Morey